# Kepler-9
Kepler-9 — солнцеподобная звезда в созвездии Лиры в 650 парсеках от Солнца. В отличие от звезд, таких как Альдебаран или Сириус, Кеплер-9 не имеет разговорного названия. Вокруг звезды телескопом Кеплер транзитным методом обнаружено три подтверждённых экзопланеты. Об открытии объявили 26 августа 2010 года. Это первая планетарная система с более чем одной планетой, которая была открыта при использовании именно этого метода. Две планеты в системе находятся в орбитальном резонансе.

## Номенклатура и история
Кеплер-9 назван по имени миссии Кеплер, проекта возглавляемого НАСА, разработанного для поиска подобных Земле планет.
В июне 2010 года, спустя примерно 43 дней после начала работы телескопа, учёные-операторы представили список из более 700 экзопланет-кандидатов на рассмотрение. Из них пять, по первоначальным предположениям, имели более одной планеты. Кеплер-9 была идентифицирована как многопланетная система, когда учёные заметили существенные различия во временных интервалах, между которыми Кеплер-9a была транзитирована. Кеплер-9 стала первой многопланетной системой, обнаруженной с помощью транзитного метода.

## Звезда и планетная система
Достоверно подтверждено существование 3 планет в системе, все они обращаются вокруг звезды спектрального класса G. Две внешние планеты, Kepler-9b (более близкая) и Kepler-9c (самая дальняя), это газовые гиганты с низкой плотностью, массой 25 % и 17 % соответственно от массы Юпитера и радиусом около 80 % от юпитерианского. У обеих планет плотность менее, чем у воды, приблизительно, как у Сатурна. Самая близкая к звезде планета, Kepler-9d — суперземля с радиусом 1.64 земных. Она обращается вокруг звезды всего за 1.592851 дней. 0,59 % составляет вероятность, что открытие этой планеты — ложное.
Между орбитами Kepler-9d (ближайшей к звезде) и Kepler-9b (второй от звезды) есть соотношение 1:12. Однако, соотношение между орбитами двух внешних планет 1:2, это соотношение известно как средний орбитальный резонанс. Kepler-9b и Kepler-9c — первые экзопланеты, открытые в такой орбитальной конфигурации. Резонанс заставляет довольно существенно колебаться орбитальные скорости обеих планет, и таким образом транзитное время для этих двух планет тоже колеблется. Период Kepler-9b увеличивается на 4 минуты на орбиту, тогда как у Kepler-9c уменьшается на 39 минут на орбиту. Такие орбитальные изменения позволили массам планет (параметр который нельзя установить при использовании транзитного метода) первоначально быть установленными при помощи динамической модели. Массовые оценки были позже уточнены замерами радиального ускорения, произведёнными при помощи HIRES — одного из инструментов обсерватории Кека.
Kepler-9b и 9c, как считается, сформировались вне «Снеговой линии». Считается что они были сдвинуты вглубь системы из-за взаимодействий с остатками протопланетного диска. Возможно, именно в ходе этого продвижения они и вступили в орбитальный резонанс.